# 吉里吉里站
吉里吉里站（日语：／ Kirikiri eki */?）是位於岩手縣上閉伊郡大槌町吉里吉里，屬於三陸鐵道的谷灣線車站。此站的愛稱為「噴砂之濱」，在JR東日本管理的時代則為世界語的「Reĝolando（王國）」。

## 歷史

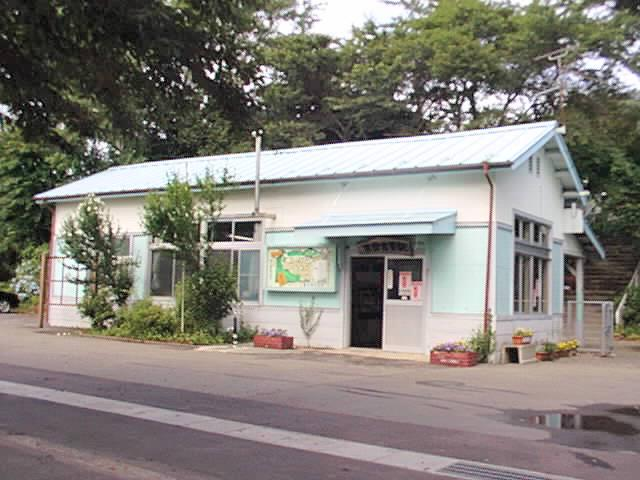
舊站房(2000年7月)

- 1938年（昭和13年）4月5日：鐵道省山田線車站啟用[1]。
- 1965年（昭和40年）3月：結束貨物起卸業務。
- 1982年（昭和57年）11月15日：成為簡易委託車站。廢除吉里吉里站長，由大槌站長管理。
- 1987年（昭和62年）4月1日：伴隨國鐵分割民營化，車站由東日本旅客鐵道（JR東日本）營運[2][1]。
- 1990年代：成為無人車站。
- 2005年（平成17年）4月1日：廢除大槌站長，此站由釜石站長管理。
- 2011年（平成23年）3月11日：發生東北地方太平洋近海地震（東日本大震災），使此站暫停營業。
- 2012年（平成24年）2月：舊車站大樓拆毀。
- 2019年（平成31年）3月23日：包含此站在內宮古站至釜石站之間重開，同時三陸鐵道繼承該區段[3]。

## 車站構造
此站是地面車站，設有1面1線的單式月台。月台位於路堤上，車站入口與月台之間設有數十段梯級。此站曾為木造站房，於有人車站時代一直使用。東日本大震災後因建築物老化，在暫停營業期間的2012年2月遭拆毀。

## 車站周邊
- 吉里吉里郵局
- 大槌町立吉里吉里小學
- 大槌町立吉里吉里中學
- 吉里吉里海岸海灘
- 吉里吉里海岸營地
- 岩手縣道231號吉里吉里釜石線（日语：岩手県道231号吉里吉里釜石線）
- 國道45號
- 前川善兵衛（日语：前川善兵衛）歷代之墓
- 吉祥寺（日语：吉祥寺 (岩手県大槌町)）

## 相鄰車站
三陸鐵道
■谷灣線
大槌－吉里吉里－浪板海岸

## 注腳
1. 1 2 3  曾根悟（監修）. 朝日新聞出版分冊百科編集部（編集） , 编. . 週刊朝日百科. 21号 釜石線・山田線・岩泉線・北上線・八戸線. 朝日新聞出版. 2009-12-06: 18-19 （日语）.
2. ↑  『交通年鑑 昭和63年版』 交通協力會，1988年3月。
3. ↑   (PDF).   [2021-01-21]. （原始内容存档 (PDF)于2019-10-14）.

## 外部連結
- 車站·周邊資訊【吉里吉里站】 （页面存档备份，存于）（日語）：三陸鐵道